# Revolting Cocks
Revolting Cocks, också känd som RevCo, är ett musikaliskt bandprojekt med Alain Jourgensen (Ministry) och Luc Van Acker.
Gruppen bildades 1985 av Jourgensen och belgarna Luc Van Acker, Patrick Codenys och Richard 23 (Front 242). Första singeln heter "No Devotion" och gavs ut av Wax Trax! Records.
Efter att ha förlorat Richard 23 och Patrick Codenys, på grund av vissa kreativa meningsskiljaktigheter, ändrade de två återstående medlemmarna bandets sammansättning genom att snabbt och ständigt förändra antalet medverkande runt en kärna bestående av Chris Connelly (Fini Tribe senare Damage Manual), Paul Barker (Ministry), Duane Buford och William Rieflin. Omkring tjugo andra artister medverkade till och från.
Singeln följdes snabbt upp med albumet Big Sexy Land 1986, som sedan följdes av livealbumet Live! You Goddamned Son of a Bitch 1988, albumet Beers, Steers, and Queers 1989. Efter några års väntan kom albumet Linger Ficken' Good 1993.
I slutet av 2003 gick Jourgensen ut med att nytt material till Revolting Cocks var på gång. Men varken Chris Connelly, Duane Buford, Paul Barker eller William Rieflin sades deltaga. Al Jourgensen och Mike Scaccia var de enda som var kvar från 1993 års "laguppställning", Phildo tog över efter Connelly som sångare. Dock släpptes bara låten "Prune Tang" 2003/4, men fick dålig kritik från många fans. Ett album presenterades 2004, Purple Head, men dök aldrig upp. Men så äntligen i mitten av januari 2006 släpptes albumet Cocked and Loaded.

## Diskografi
Studioalbum
- 1985 – Big Sexy Land
- 1990 – Beers, Steers, and Queers
- 1993 – Linger Ficken' Good
- 2006 – Cocked and Loaded
- 2009 – Sex-O Olympic-O
- 2010 – ¿Got Cock?

Livealbum
- 1988 – Live! You Goddamned Son Of A Bitch

Remixalbum
- 2007 – Cocktail Mixxx
- 2009 – Sex-O MiXXX-O
- 2011 – ¿Got Mixxx?

Singlar
- 1985 – "No Devotion"
- 1986 – "You Often Forget"
- 1988 – "Stainless Steel Providers"
- 1989 – "(Let's Get) Physical"
- 1991 – "Beers Steer and Queers Remixes"
- 1993 – "Da Ya Think I'm Sexy?"
- 1994 – "Crackin' Up"